# John Akin Oyejola

Bischofswappen von John Akinkunmi Oyejola

John Akinkunmi Oyejola (* 18. August 1963 in Aawe) ist ein nigerianischer Geistlicher und römisch-katholischer Bischof von Osogbo.

## Leben
John Akin Oyejola studierte Philosophie und Katholische Theologie am Seminary of Saints Peter and Paul in Ibadan. Am 5. Oktober 1991 empfing er das Sakrament der Priesterweihe für das Bistum Oyo.
Oyejola war zunächst als Pfarrvikar der Pfarrei Saints Peter and Paul in Ile-Ife tätig, bevor er 1993 Pfarrer der Pfarrei St. Francis in Modakeke wurde. Von 1995 bis 1997 war er Verantwortlicher für die Berufungspastoral im Bistum Oyo. Daneben wirkte er von 1991 bis 1997 als Diözesanjugendseelsorger und von 1992 bis 1997 als Verantwortlicher für das biblische Apostolat. Nach weiterführenden Studien erwarb John Akin Oyejola 1998 am All Hallows College in Dublin ein Diplom im Fach Humanities und 1999 einen Master im Fach Pastoral Leadership.
1999 wurde Oyejola Pfarrer der Pfarrei St. Ferdinand in Ogbomosho und Mitglied des Konsultorenkollegiums des Bistums Oyo. Von 2004 bis 2010 war er nationaler Verantwortlicher für die Religionslehrer in Nigeria und von 2004 bis 2011 regionaler Direktor des Pastoralinstituts. 2011 wurde Oyejola für weiterführende Studien in die USA entsandt, wo er 2015 am Saint Mary's College of California in Moraga mit der Arbeit A formation program for effective leadership development of Nigerian youth („Ein Ausbildungsprogramm zur effektiven Führungsentwicklung der nigerianischen Jugend“) einen Master im Fach Ehe- und Familienberatung erwarb. Neben seinem Studium war er von 2013 bis 2014 als Seelsorger in der Pfarrei St. Agnes in Concord und als Berater der katholischen Wohlfahrtsorganisationen in Oakland tätig. Ferner war er von 2014 bis 2015 Kaplan am Community Hospital in Monterey. Nach der Rückkehr in seine Heimat wurde John Akin Oyejola Pfarrer der Pfarrei St. Stephen in Apaara und Direktor des Diözesanzentrums für Familienpastoral.
Am 2. April 2016 ernannte ihn Papst Franziskus zum Bischof von Osogbo. Der Erzbischof von Ibadan, Gabriel ’Leke Abegunrin, spendete ihm am 30. Juni desselben Jahres die Bischofsweihe. Mitkonsekratoren waren der Apostolische Nuntius in Nigeria, Erzbischof Augustine Kasujja, und der Bischof von Oyo, Emmanuel Adetoyese Badejo. John Akin Oyejola wählte den Wahlspruch Christlike („Christusähnlich“). In der Nigerianischen Bischofskonferenz ist er Vorsitzender der Kommission für die Jugendpastoral.

## Schriften
- A formation program for effective leadership development of Nigerian youth. 2013, ISBN 978-1-303-03869-3 (proquest.com [abgerufen am 21. Juli 2021]).
- Leadership Responsibility – A Challenge for Nigerian Youth. The concept of Leadership, leadership style and learning. Adolescence development and implication for counseling. Lambert Academic Publishing, 2013, ISBN 978-3-659-44886-7.